# 田中偉一郎
田中 偉一郎（たなか いいちろう、1972年 - ）は、日本の美術家、アーティスト。

## 経歴
1972年に愛知県に生まれた。1997年に武蔵野美術大学視覚伝達デザイン学科を卒業し、2001年には東京芸術大学大学院修士課程デザイン専攻を修了した。
2001年以降、地元の東海地方や東京で個展を重ね、『ハト命名』、『こけし いきいき マリオネット』や、『ストリート・デストロイヤー』などの作品やパフォーマンスで注目されるようになった。
2015年の時点では、電通に勤務していると報じられていた。
また、学生時代から音楽活動を続けており、フォークデュオ永田、リス、水ゴリラなどのバンドに参加している。

## ストリート・デストロイヤー
『ストリート・デストロイヤー』は、2004年から田中が展開しているシリーズであり、道路上のヒビ、割れ目を使ってポーズをとり、あたかも打撃によって割っているかのように見えるように写真を撮るものである。2018年から、NHK教育テレビジョンの番組『シャキーン!』のアートコーナーで、派生形態としての「ストリート・メーカー」、「ストリート・タイルダンサー」、「ストリート・サバイバー」とともに取り上げられ、広く注目されるようになった。

## おもな展覧会

### 個展
- 2000年：田中偉一郎第一次個展、レントゲンクンストラウム（東京）
- 2001年：田中偉一郎現代美術館準備室、コオジオグラギャラリー（名古屋）/ギャラリー16（京都）/  田中偉一郎現代美術館準備室閉鎖、ギャラリーキャプション（岐阜）
- 2002年：田中偉一郎現代美術館準備室公用車売却、ギャラリーキャプション（岐阜）
- 2004年：田中偉一郎第二次個展　くらし いきいきいきいきいきいきいきいき」、レントゲンヴェルケ（東京）

- 2006年：クラシック・カラオケ、ユカ・ササハラ・ギャラリー（東京）[5]
- 2011年：平和趣味、ユカ・ササハラ・ギャラリー（東京）[2]
  - 「くだらなさを今にも極めようとしている田中偉一郎の新作展」として『ラジオ体操アドリブ』、『公園革命』シリーズ、『民芸ロボ』シリーズなどを公開
- 2015年：田中偉一郎の芸術はノー・ビジョン、高梁市成羽美術館（高梁）[3]
- 2018年：田中偉一郎の芸術放題、にほん文化センター（東京）[6]、

### グループ展
- 2002年：あとは若いおふたりで、文化フォーラム春日井（春日井）- 山田亘（写真家）との2人展[7]